# Stazione di Canneto sull'Oglio
La stazione di Canneto sull'Oglio è una stazione ferroviaria posta lungo la linea Brescia-Parma, a servizio dell'omonimo comune.

## Storia
La stazione fu attivata il 1º agosto 1893 contemporaneamente alla tratta Piadena-San Zeno, che completava la linea Parma-Brescia-Iseo.
L'impianto fu affidato alla Rete Adriatica con esercizio svolto a cura della Società Meridionale, che svolse tale funzione fino al 1905, anno in cui la stazione passò alle neocostituite Ferrovie dello Stato.
Il raddoppio dei binari e la conseguente trasformazione del piazzale di stazione risale al 1976.
Nel 2000, la società Rete Ferroviaria Italiana subentrò alle FS nell'esercizio della stazione e, sotto tale gestione, l'intera linea fu dotata del sistema d'esercizio con Dirigente Centrale Operativo; il relativo apparato ACEI di stazione fu attivato il 14 dicembre 2008.

## Movimento
La stazione di Canneto sull'Oglio è servita dai treni regionali della relazione Brescia-Parma, eserciti da Trenord e cadenzati a frequenza oraria nell'ambito del contratto di servizio stipulato con la Regione Lombardia.

## Servizi
La stazione dispone di:
- Biglietteria automatica